# Якоби, Алиса
Алиса Якоби (эст. Alisa Jakobi;, Таллин, Эстонская ССР, СССР) — художник, графический дизайнер, организатор выставок

## Биография
Поступила в 2000 году в Эстонскую Художественную Академию на специальность Графический дизайн. Закончила обучение в 2005 году. В течение 2001—2006 гг жила и работала в Америке, сначала в Северной Каролине, потом переехала в Нью-Йорк. В 2003 участвовала в выставке проводившейся в выставочном зале Broadway Gallery в Нью-Йорке. Работала ассистентом у фотографа Илая Хоновича. С 2005 работала в Rockaway Graphics в Нью Йорке. В 2006 вернулась в Эстонию. Работала в рекламных агентствах оформителем. В 2011 начинает собственную практику в области графического дизайна, открывает творческую студию [Арт Якоби].
С 2010—2014 занимается преподаванием дизайна и рисования. В 2012 году принимала участие в выставке «STRIKE — Забастовка», устроенной в Таллинском парламенте Рийгикогу с целью поддержать всех учителей в Эстонии. С 2013—2014 работает со скульптором Александром Литвиновым. Участвует в разработке проектов, выступает промоутером скульптора, организует и курирует выставки, связи с общественностью.

## Образование
- 2001−2005 Эстонская Академия Художеств «Графический дизайн»
- 2005−2006 SVA (School of Visual Arts, NYC, NY, USA) Art Management
- 2007−2010 Таллинский Университет «Художественная педагогика»

## Выставки
- 2002 — «Цвет и Свет», персональная выставка. Таллинская еврейская община, Эстония
- 2002 — «Мадонна 21 века», групповая выставка в Яама галерея, Таллин
- 2003 — Галерея Бродвей, групповая выставка, 3 работы. Нью Йорк, США
- 2005 — «Выставка плакатов», групповая выставка в галерее Эстонской академии Художеств
- 2008 — Kunst@tlu, групповая выставка в Драакони галерее, Таллин[3]
- 2008 — «AHNE 08», групповая выставка, Хельсинки, Финляндия. Представляла видео «Время Танцевать»[4]
- 2008 — Art Kitchen happening, в рамках фестиваля Фантаст, проходил на о. Муху, Саарема, Эстония
- 2010 — AHNE 10, групповая выставка, Хельсинки, Финляндия. Выставлялась с работой «Возрождение жизни»
- 2012 — «ЗАБАСТОВКА — STRIKE», групповая выставка в Рийгикогу[5]
- 2012 — «ЕДА», групповая выставка эстонских художников, в Выру городской галерее, Эстония
- 2013 — «Пленэр», групповая выставка, Тамсе Художественная база, о. Муху, Сааремаа, Эстония
- 2013 — «Художественные ветры в Таллине», групповая выставка, Таммсааре парк, Таллин
- 2014 — BECC (эстоно-британская коммерческая палата), участие в благотворительном Шотландском аукционе[6], Таллин
- 2014 — «Время[7] Танцевать»[8], Аэдвилья Тянава Галерея[9], Таллин[10]
- 2014 — «Эмоциональные пейзажи»[11], Аэдвилья Тянава Галерея[12], Таллин
- 2014 — «Эмоциональные пейзажи vol2»[13], галерея Таллинского[14] аэропорта имени Леннарта Мери, Таллин

## Театр
В 1995 попадает в экспериментальную театральную студию «Бродячая собака», основанную Светланой Красман и Борисом Трошкиным. На тот момент режиссёр в студии Олег Щигорец.
Вначале играет эпизодические роли, в 1999 играет Жизель Монтень в пьесе Жана Морсана «Публике смотреть воспрещается». Роль очень хорошо подошла, и образ прослеживается в некоторых других постановках.
Следующие роли — Мать в «Дяде Ване» Чехова и др. В студии Бродячей собаки также играли такие актёры как Александр Гуменюк, Анника Яцкина, Вячеслав Лейдан, Юлия Коновалова, Олег Салмаш, Евгений Бондарь, Ольга Максименко. Алиса Дунец, Юлия Коновалова, Вячеслав Лейдан, Олег Пидорич, Олег Щигорец, Яна Есипович и др.

## Фильмография

### Кино
- 2007 — «Киннунен», дебютный фильм, режиссёр Андри Лууп[16]
- 2008 — «Декабрьская жара»[17], продюсер А. Тальвик — Надежда
- 2009 — «Красная ртуть», режиссёр Андрес Пуустусмаа — сестра Тайры
- 2009 — «Русский размер», короткометражный фильм, режиссёр Андрей Бонд — Екатерина I
- 2012 — сериал «Очевидец», ЭТВ, полудокументальный фильм — эпизодическая роль

### Сериалы
- «Секреты» — Ирис, Белла
- Бригада 3 — Наталья
- Счастье 13[18] — Секретарь